# Lessy

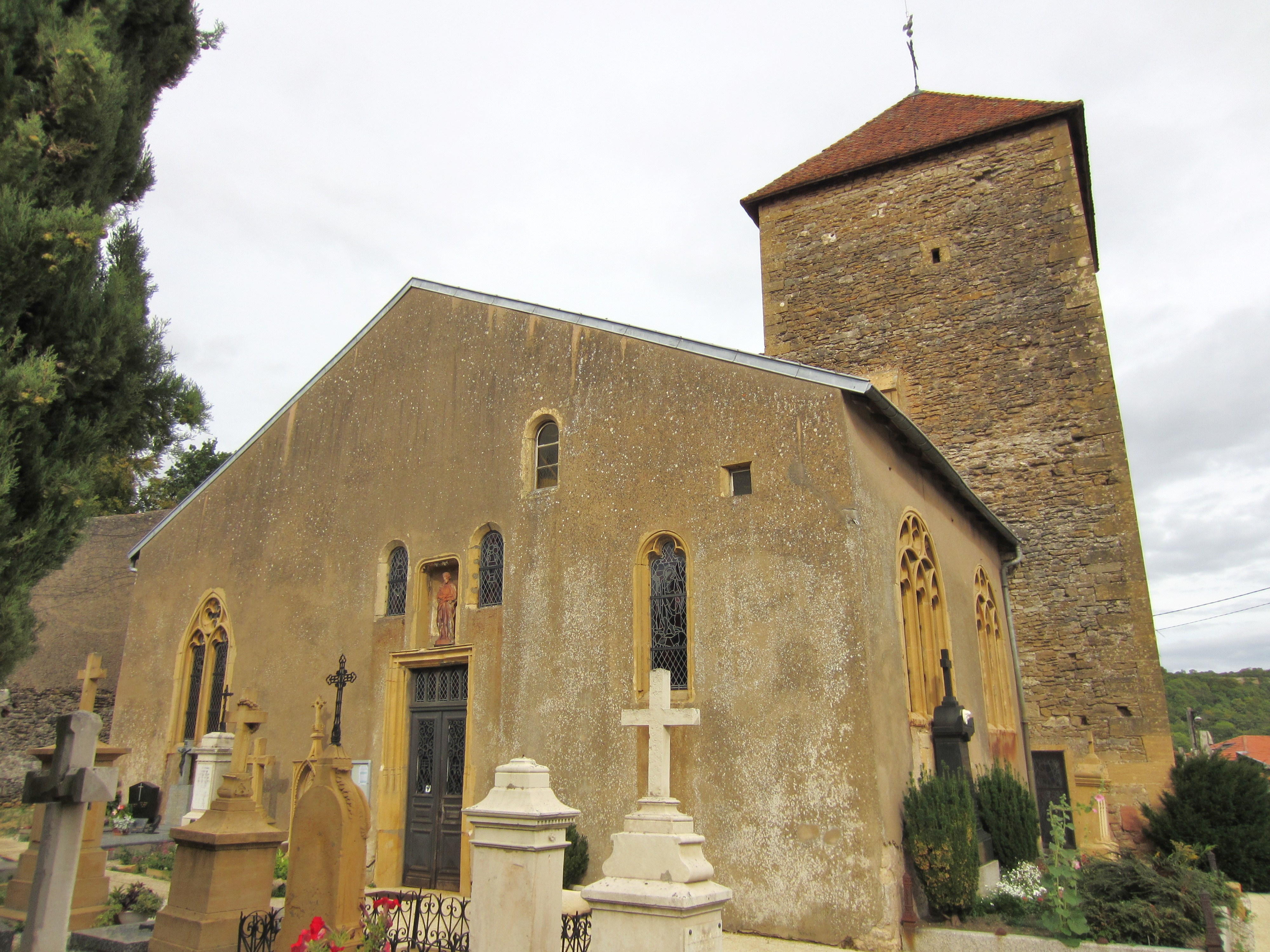
Kirche St. Gorgon, mit Turm aus dem 13. Jahrhundert

Lessy, westlich der Stadt Metz auf der linken Seite der Mosel, auf einem Plan der Umgebung von Metz um 1900

Lessy ist eine französische Gemeinde mit 794 Einwohnern (Stand 1. Januar 2022) im Département Moselle in der Region Grand Est (bis 2015 Lothringen). Sie gehört zum Arrondissement Metz.

## Geographie
Lessy liegt in Lothringen, sieben Kilometer westlich von Metz und zehn Kilometer nordöstlich von Gorze, am Fuße des Bergs St. Quentin, auf einer Höhe zwischen 183 und 344 m über dem Meeresspiegel. Das Gemeindegebiet umfasst 2,87 km².

## Geschichte
Der Ort wurde 760 erstmals erwähnt. Spätere Ortsbezeichnungen sind  Lacey (1161),  Lassey (1280),  Laicey (1282), Lessey (1308), Lesse (17. Jh.) und Laisy (1710). Die Ortschaft gehörte früher zum Bistum Metz.
Durch den Frankfurter Frieden vom 10. Mai 1871 kam die Region an das deutsche Reichsland Elsaß-Lothringen, und das Dorf wurde dem Landkreis Metz im Bezirk Lothringen zugeordnet. Die Dorfbewohner betrieben Wein-, Obst- und Gemüsebau.
Nach dem Ersten Weltkrieg musste die Region aufgrund der Bestimmungen des Versailler Vertrags 1919 an Frankreich abgetreten werden. Im Zweiten Weltkrieg war die Region von der deutschen Wehrmacht besetzt.
Von 1915 bis 1918 und von 1940 bis 1944 trug Lessy den verdeutschten Namen Lessingen.

### Demographie
| Jahr      | 1962 | 1968 | 1975 | 1982 | 1990 | 1999 | 2007 | 2019 |
| Einwohner | 506  | 585  | 709  | 728  | 763  | 856  | 850  | 736  |

## Wappen
Das Gemeindewappen entspricht dem Wappen der Familie Le Braconnier, die im 17. Jahrhundert die Herrschaft über Lessy besaß. Die Konturen des Wappens sind auf einem Schlussstein der Pfarrkirche eingemeißelt worden.

## Sehenswürdigkeiten
- Kirche St. Gorgon, spätgotischer Bau, dessen Turm noch dem 13. Jahrhundert angehört[1]